# Achthophora trifasciata
Achthophora trifasciata là một loài bọ cánh cứng trong họ Cerambycidae.